# Chiesa dei Santi Giacomo e Cristoforo (Sambuca Pistoiese)
La chiesa dei Santi Giacomo e Cristoforo si trova a Castello di Sambuca Pistoiese.
Deve il suo nome al fatto di trovarsi sulla via dei pellegrinaggi verso San Jacopo di Compostela. Sicuramente fondata in età romanica, come rilevano alcuni particolari architettonici, mostra oggi prevalenti caratteri settecenteschi ed è dotata al suo interno di arredi di buona fattura che ne testimoniano la ricchezza passata: fra questi un nucleo particolarmente significativo di oggetti in argento è oggi visibile nel Museo Diocesano di Pistoia.
Questa di Sambuca, come le altre parrocchie poste nella valle della Limentra, facevano parte della diocesi di Bologna e passarono sotto quella di Pistoia solo nel 1784, all'epoca del vescovo Scipione de' Ricci.